# Tilleul de danse de Limmersdorf
Le tilleul de danse de Limmersdorf, est un tilleul de danse et un monument naturel situé à Limmersdorf (de) quartier de la commune de Thurnau dans l'arrondissement de Kulmbach, district de Haute-Franconie, land de Bavière. Il sert de cadre à la Lindenkirchweih (litt. Kermesse du Tilleul), inscrite au répertoire allemand du patrimoine culturel immatériel.

## Histoire
Le tilleul fut probablement planté en 1686
La construction en bois doit régulièrement être remplacée en raison des intempéries et de la croissance de l'arbre, mais les huit colonnes en grès qui le soutiennent sont en partie encore celles d'origine - l'année 1729 est gravée sur l'une d'entre elles.

## Description
Une estrade de danse se trouve à 3 m de hauteur, soutenue par 8 piliers en grès.
En avril 2022, le tilleul à grandes feuilles mesurait 19 mètres de hauteur pour une circonférence de 4,36 mètres

## Lindenkirchweih
Une fois par an, à la Saint-Barthélemy (24 août), on danse autour de l'arbre, presque sans exception depuis 1792. La coutume de la Lindenkirchweih (qui servait également à faire naître des mariages) a fait l'objet d'une demande d'inscription au patrimoine culturel mondial au printemps 2014, le Conseil des ministres bavarois a décidé de proposer l'inscription de la Lindenkirchweih sur la liste fédérale du patrimoine culturel immatériel (de). En décembre 2014, la candidature a été acceptée et confirmée par la Conférence des ministres de la culture. La Lindenkirchweih est l'une des 27 formes culturelles inscrites au répertoire allemand du patrimoine culturel immatériel.

## Galerie

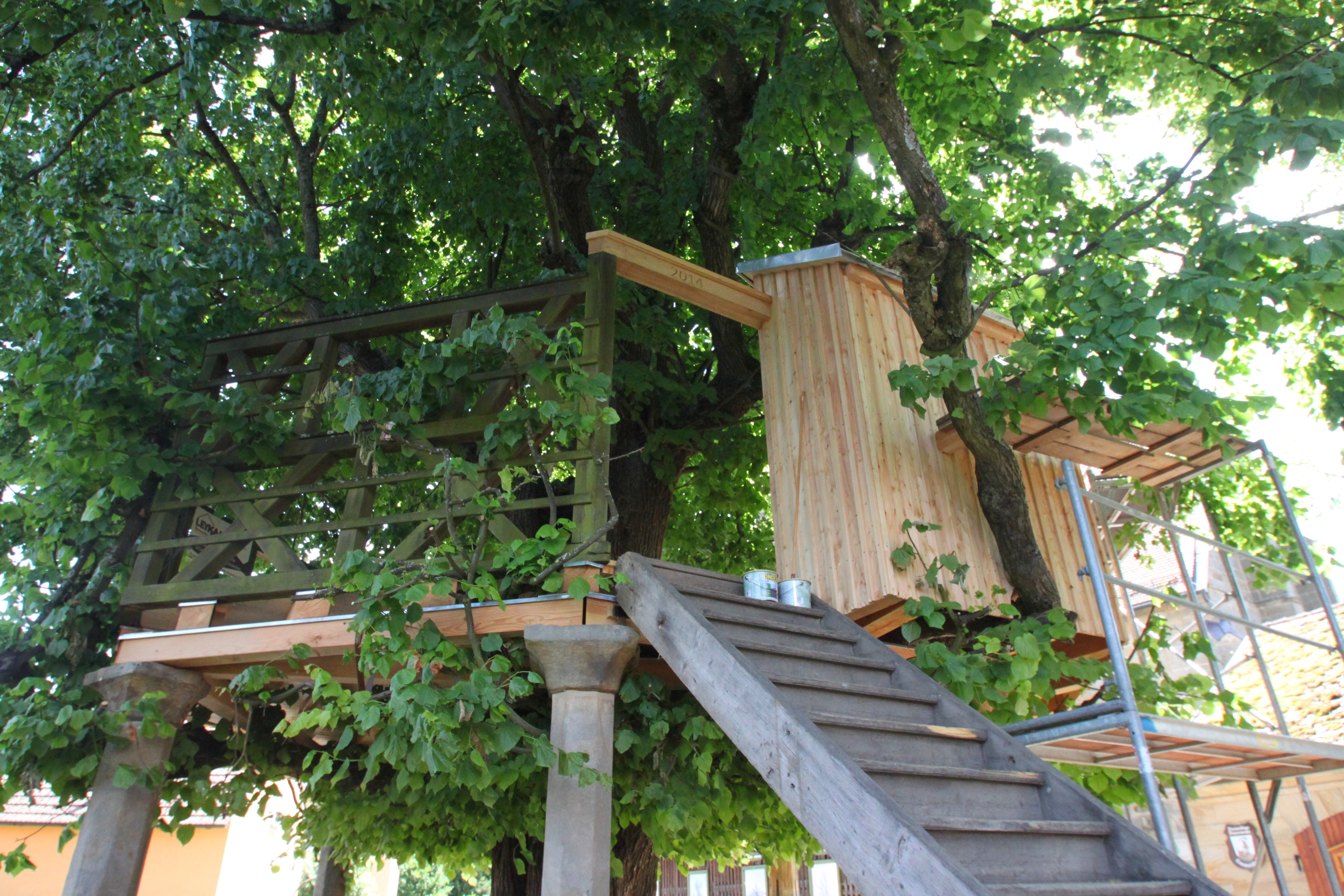
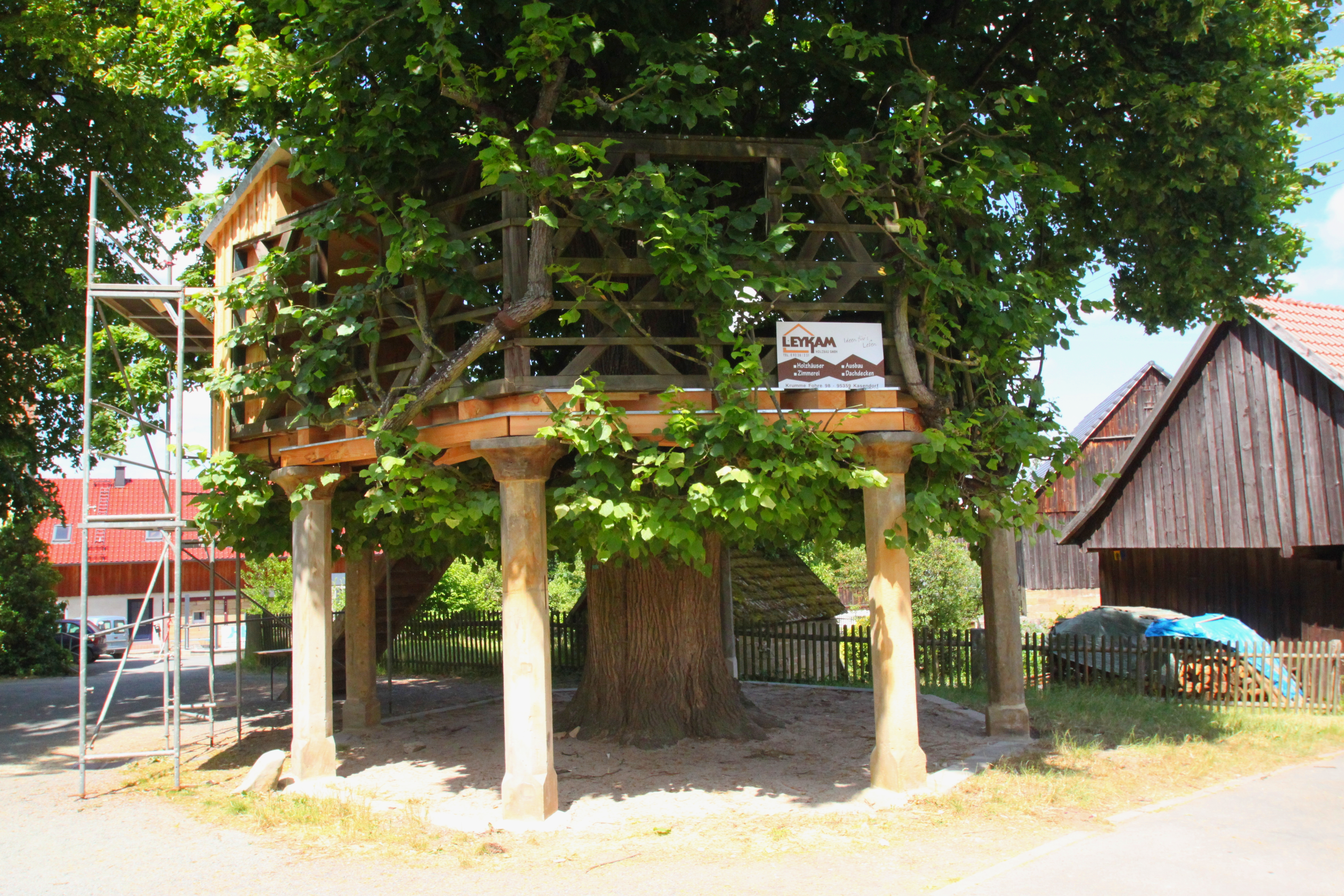